# Barbro & Holger Bäckströms stipendium
Barbro & Holger Bäckströms stipendium är ett konstnärsstipendium som delas ut av Malmö konstmuseum. Nio stipendier har delats under perioden 1999-2016. 
Stipendiet, som utdelas till "lovande eller etablerade svenska konstnärer", baseras på medel som donerats av konstnärsparet Barbro Bäckström och Holger Bäckström till Malmö konstmuseum.

## Stipendiater
- 1999 Eva Löfdahl
- 2000 Cecilia Edefalk
- 2001 Dan Wolgers
- 2006 Truls Melin
- 2007 Annika Eriksson
- 2008 Per Wizén
- 2011 Rita Lundqvist
- 2014 Runo Lagomarsino[1]
- 2016 Ann Böttcher[2]
- 2018 Kah Bee Chow[3]
- 2020 Leif Holmstrand[4]
- 2021 Thale Vangen[4]
- 2022 Max Ockborn[5]
- 2023 Maria Norrman[6]
- 2024 Sirious Namazi
- 2025 Nina Canell